# Sons
『Sons』（サンズ ムーン・ライティング・シリーズ）は三原順の漫画作品。『ムーン・ライティングシリーズ』の主人公D.D.とトマスの少年時代を描いた作品。『花ゆめEpo』誌にて1986年から1990年まで連載された。単行本は白泉社ジェッツコミックスより全7巻。1999年以降は白泉社文庫全4巻として刊行されている。

## 概要

### 本作品の位置づけ

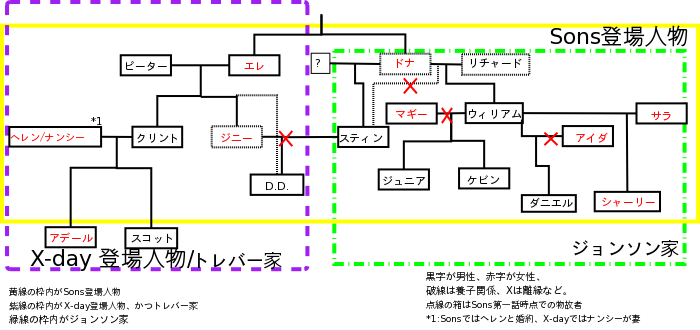
DDTとウィリアムを中心とした家系図：ムーン・ライティング・シリーズとX Day

『はみだしっ子』が三原順の出世作かつ前期の代表作とすると、本作品は後期の代表作と言える。都会の生活を描くことが多かった作者にとっては珍しく田園生活が舞台である。『ムーン・ライティング・シリーズ』の一部をなすが、この作品以前に描かれた成人したトマスとD.D.が語る過去の逸話がベースとなっており、発表順ではシリーズの最後になる。
本作品も含められる『ムーン・ライティング・シリーズ』の「D.D.」と『X Day』に登場した「D.D.」と呼び名、家系図の設定等が重なっているが、姓が「Travor」（X Day）と「Traver」（ムーン・ライティング)で異なっている、というのが作者による公式な設定である。『X Day』と『ムーン・ライティング・シリーズ』のD.D.を中心にした血縁関係をまとめると右図のようになる。相違点はD.D.の兄クリントの結婚相手のみ（『Sons』では婚約のみで結婚したことまでは述べられていない）であり、ほぼ同一の世界設定の作品群とまとめていいと言える。

### あらすじ
舞台はアメリカであり、銃社会・資本主義社会であることが物語の背景となっている。いくつかの物語が並行して進む。物語記述者（ナレーター）は一部を除いて基本的にD.D.である。
1つはD.D.自身の物語である。望まれない子として産まれてきた自分が、本来は「祖父母-孫」の関係である父母の「息子」として生活するが、皆が存在を知っていながら口に出来ない実母の存在と、フォルナーの婆さんの死によって実父を明かされたことにより心理的バランスを崩し、家族の中での自分の位置に悩む様を描く。
2つめは心理バランスを崩したD.D.が自己を補完するものとして空想する「狼男」の物語であり、同時進行している物語がD.D.に与えている心理的影響を反映したファンタジーになっている。野生の世界では王者である狼男が、案山子の「なぜわたしは立ち続けていなければならないのか」という問いに答えるために孤軍奮闘するが答えがでず、はまっていたところをアーニィという男に助けられて、彼に飼い慣らされてしまう過程を描く。
3つめはトマスの家族の物語であり、狼男だった祖父が死に、父親がその死後狼男になったと信じて（実際には猪男になっていた）、狼男の「息子」として将来自分も狼男になれると自尊心を築く話であり、ムーン・ライティングにおける主人公トマスの性格の基盤形成を描く。
4つめはウィリアムの「息子」達の物語である。文明社会における絶対的な勝利者であるウィリアムに認められようとするケビンと絶対的な存在から逃れようとするジュニアが、その努力ゆえに逆に泥沼にはまってしまい周囲を問題に巻き込んでしまう過程と結果（ジュニアの拳銃自殺とケビンの誘拐）を描く。この物語に対してD.D.は前半では傍観者としての立場をとり、後半では事件に巻き込まれることで直接的に心理的影響を受ける。
最後にウィリアム自身の物語である。自分の「息子」達との軋轢とともに、資本主義社会の失敗者であった父の「息子」として、父親が異なる弟が資産家の養子になったことへの対抗心から、経済的成功を目論んで行動する。

### 変身について
トマスの父方の家族は狼などに変身する狼男の系譜である。このことはDDに「狼男の物語」を空想させる動機の一つであり、かつ猪男に変身したトマスの父は各所で活躍するが、『Sons』作中ではトマスの空想として大部分の登場人物に扱われており、本編は狼男が活躍するファンタジーというよりも現実に直面することによってDDなどが成長するビルドゥングスロマンとしての色彩の方が強い。『Sons』も含む『ムーン・ライティング・シリーズ』における狼男の設定はムーン・ライティングの解説を参照。

## 登場人物

### D.D.とトマスの世界
D.D.
ダドリー・デヴィッド・トレバー。11歳。本作品のナレーター。トマスは彼のことを「D」、トマス以外の人は「D.D.」とイニシャルで呼ぶ。イニシャルをすべて書くと「D.D.T.」になり、農薬としてかつて使われたDDTと同じになるのは作者三原順のお遊びである。
ピーターとエレの次男として暮らしているが、彼らは祖父母でありかつ養父母であり、実親は彼らの娘のジニーと、彼女の従兄妹であるウィリアムの父違いの弟：ジャスティン（現在は改名してクリストファー・ロンバート）である。
地元から遠く離れた寄宿制の学校に通っていたが騒動を起こして退学。地元の学校に転入した。アウトドアを好み、動植物と戯れるのを好む。直観で行動しがち。
トマス
トマス・リブナー。11歳。D.D.と同時期に転入してきた祖父が狼男の少年。父親は祖父の死後、半月（はんげつ）の夜に猪に変身するようになった。インドア好きで汗をかくのが嫌い。料理に興味を持つものの母親に理解されず不満を募らせていたがD.D.家で毎週末料理をすることをD.D.の母に認められ、「叔母様」となつくようになる。考えず直観で行動するD.D.に振り回される。父親が猪の状態で見かけられ、村が猪狩に湧いたため再び引越し。以後はD.D.や他の級友とも（『ムーン・ライティング』のときまで）連絡を取らなかった。
ウィリアム
ウィリアム・ジョンソン。D.D.の「従兄」であり「伯父」であり「祖母の甥」。ムーン・ライティング・シリーズにおいて、文明社会・資本主義社会における成功者を体現した人物として描かれる。父親の小さな靴屋を引き継いで、革製品一般を扱う企業に成長させ、町に工場をつくり数多くの町の人を雇っている町の名士。工場が火事で焼け落ちるとその保険金で委任状争奪（プロキシー・ファイト） (en:Proxy fight) によるM&Aに乗り出す。
反面、家族関係では不幸が続く。父親は泥酔して凍死、妻のマギーは精神のバランスを崩した後離別、長男のジュニアはピストル自殺で失う。2度目の妻アイダは自ら離別するなど、あえてそうしている節もある。
スティン
ジャスティン・ジョンソン、24歳。現在は改名してクリストファー・ロンバート。ウィリアムの父違いの弟。幼少期はウィリアムとともにジョンソン家で暮らすが、養父（ウィリアムの父）に虐待され、トレーバー家によく避難しジニーと仲良くなる。実父の家に養子になる際に、ジャスティン家との絆を断つために母の企みで死に至る病に罹ったと噂を広められ、自身もそれを信じ込んで絶望し、ジニーと子を作る。ロンバート家に養子に入った後、D.D.が生まれたことを知り、何度か彼と接触する。独身主義者。
ジュニア
ウィリアム・ジョンソン・ジュニア。14歳。ウィリアムの長男。父を越えられないことを気づき、父とは違う何かになろうと抗った。6歳のときに祖母の死を目撃し、父が殺害したとの疑いを持ち心に傷を負う。それを克服するために作家になろうとしたり、街の不良と付き合って父の枠から外れようとしたが事故を起こし、逆に裁判等のために父に世話になる。父とは違うことを証明するため、また生き続ける理由を見つけるためにロシアンルーレットで拳銃自殺。D.D.に借りた本に暗号めいた方法で日記をつけたためにD.D.らを事件に巻き込むことになった。
ケビン
ケビン・ジョンソン。ウィリアムの次男。D.D.と同い年（11歳）。偉大な父と同等、あるいはそれを越えようと努力するが、その努力のために周囲との軋轢を生む、いつでも自分が勝たなければ気が済まない少年。ジュニアの事故に同席し、ジュニアの無実を証言する。そのためにジュニアのかつての仲間達に誘拐され、脅迫をうけた。
ダニエル
ダニエル・ジョンソン。ウィリアムの三男。Sonsの作中では赤ん坊で殆ど関わってこないが、最後（時間軸的にはムーン・ライティングでの一連の騒ぎの後）ウィリアムと喧嘩した形で、妹・シャーリーと共にD.D.を訪ねてくる。一緒に会ったトマスに、赤ん坊だった自分と会ったことがあると聞いて「僕の母さん知ってる？」と尋ねていた。そんな彼にD.D.が彼女の話をするシーンでこの物語は終わる。
マギー
ウィリアムの前妻。ジュニアとケビンの母。幼少期のD.D.が懐いていた。ウィリアムの母の死亡事故を目撃し、心のバランスを崩す。離別後に回復するが、ジュニアの自殺を目撃して再び入院。
アイダ
ウィリアムの2番目の妻。ウィリアムの三男ダニエルを産む。自分に正直で思ったことはすぐに口にするため、町の人たちと齟齬を生んだ。ウィリアムがM&Aに乗り出す際にその性格が禍すると考えたウィリアムによって離別され、ダニエルを奪われる。
サラ
ウィリアムの秘書で3番目の妻。ウィリアムのM&Aを手伝い、妊娠したがウィリアムの功利主義的性格のため一度は堕胎を決心するが、心を変えウィリアムの長女シャーリーを産む。
ロジャー
ウィリアムの顧問弁護士。ウィリアムのM&Aおよびアイダとの離婚協議を担当。ロボに懐かれている。D.D.の良き話し相手。
エレ
エレ・トレーバー。D.D.の「母」であるが実際には祖母。D.D.からの呼び名は「お母ちゃん」。可哀想な子は放っておけない。どんなことに対しても相手に同情し受け入れる。
ピーター
ピーター・トレーバー。D.D.の「父」あるが実際には祖父。D.D.からの呼び名は「お父ちゃん」。農夫であり自宅に同居しているジムとともに農業を営む。
クリント
クリント・トレーバー。24歳。D.D.の「兄」であるが実際には伯父。D.D.からの呼び名は「兄貴」。双子の妹ジニーが妊娠し後に死亡したことが心の傷となり、残されたD.D.に対して厳しく躾ける。海洋調査会社に務め、実家からは離れて暮らしている。物語中盤でヘレン・カーターという女性と婚約。
ジニー
ジニー・トレーバー。ピーターとエレの娘でクリントの双子の妹。D.D.の実母。13歳でスティンの子を身ごもり、D.D.を出産。スティンに会うためにジョンソン家を尋ね、ウィリアムの母に罵倒されて、錯乱。D.D.を森の中で殺しかけ、川にはまって死亡。
リチャード
リチャード・ジョンソン。ウィリアムの父。本人によれば靴職人として「腕はいい」のだが、大恐慌のために職を失い、小さな町の小さな店で終わった。アルコール依存症であり、妻が余所の男と作ったスティンを虐待する。最期は酔ったまま雪の中で寝込み、凍死。
ドナ
ドナ・ジョンソン。ウィリアムの母。酒乱気味の夫リチャードを嫌い度々家出する。家出の途中で出会った富裕なロンバートの子を身ごもり、ジョンソン家に戻ってからスティンを出産。夫の死後、子がもうけられなかったロンバート家にスティンを養子に入れようと画策。出身の町との縁を切らせるためにスティンが死病に罹り死んだことにする。その真実を知ったウィリアムがスティンにD.D.の出生を知らせようと出発するのを阻止しようと殺そうとまでしたが、逆に自分が死んでしまう。
タイラー
タイラーは姓。名は物語では出てこない。マギーの兄。息子がジュニアの拳銃自殺を目前で目撃しており、息子とマギーの心の傷を癒すためにジュニアの自殺の原因を探ろうと探偵を雇う。ウィリアムが原因だと思い込んでおり、自殺に用いた拳銃もウィリアムが渡したと考えて手段を問わず証拠を集めている。
トマスの祖父
ジョセフ・リブナー。満月の夜に狼に変身する狼男。ただ、一般的なイメージの狼男とは違い、変身した際には完璧に狼の形状をとり4足歩行する。新月の日に友人宅を訪れた際にガス爆発事故に巻き込まれて死亡した（遺体は行方不明）。
トマスの父
アレックス・リブナー。父親（トマスの祖父）の死後、半月の夜に猪に変身するようになった。これも完璧に猪の形状をとり4足歩行するため、外見的には野生の猪と区別が着かない。川に落ちたD.D.を救ったりなど物語中で活躍するが、人間のときの顔は一度もでなかった。
フォルナーの婆さん
エリザベス・フォルナー。D.D.の呼び名は「ばあちゃん」であるが血縁関係はない。D.D.が幼少のときよりなついていた近所でも有名な偏屈な老女。100歳まで生きることを公言し、実際に100歳の誕生日に亡くなった。幼いD.D.が現在の父母（ピーターとエレ）が実の父母でないことを知っていることを知り、彼の居場所として彼を肯定的に受け止める心の拠り所となった。死後、D.D.の実父スティンにD.D.の様子を知らせていたことが（本人の意志より早く）D.D.に知らされた。
ロージー
D.D.の想い人だが、当初の彼女の想い人はトマス。美人の姉と病弱な弟に挟まれた、そばかすで鼻ペチャの活発な少女。サッカーが好きで負けん気が強い。

### 「狼男の物語」キャラクター
「狼男の物語」は『Sons』中においてD.D.が中盤〜終盤にかけて創作していくファンタジーの劇中劇である。『Sons』の進行に伴って受けるD.D.の心理が反映されて劇が展開しており、D.D.は『Sons』中における内包された作者としてSonsの物語を再構成していると言える。『はみだしっ子』において作者が最後に示した物語を再構成したファンタジー『オクトパスガーデン』を、登場人物を作者にすることで物語中に内包することができたとも位置づけられる。なお、最後に狼男がセリフを言うのを除いて、キャラクターが言語を用いて発言することはなく吹き出しには発言内容を示す記号・絵が描かれている。
狼男
全編にわたってこの物語の主人公。いわゆる一般に想像されている狼男の風貌（2足歩行する狼顔+毛むくじゃらの獣人体）であるが、少女漫画的にかわいらしく描かれている。常時獣人体で、最初の設定では「好きな時に人間形態に戻れる」だったが、後に「満月のときだけ人間形態になる」に変更された。「狼男の物語」においてD.D.が自己を投影する自身の分身である。物語においてはトリックスター的な役割を担う。はじめは驚異的な身体能力をもって「一人でも生きていける」ことを象徴する役割であったが、案山子に難題を突き付けられ、アーニィに飼い慣らされ文明化した。最後には狼男の風貌を失い、人間の子供の形態でアーニィに手を引かれる。
アーニィ
海に沈められていた狼男をつり上げた富裕な資産家。禿にサングラスが特徴。狼男物語では文明側の象徴とも言え、狼男とともに暮らすことで彼を野生の世界から切り離して「飼い慣らした」。最後には現実社会の文明の体現者ウィリアムと同一視されるようになった。
案山子
狼男に「地球に帰る帰り方」を教えるかわりに「なぜおれはここに立ち続けなければならないのか」と問う、物語においてスフィンクス的援助者の役割を担う。「立ち続ける」ことは「前に進めない」ことの象徴である（参照：案山子）。物語後半で、D.D.の日記に書かれたジュニアの日記からジュニアに仮託されてその問いがD.D.の中で問い直されていたが、最後ではD.D.自身の現状を象徴するものとして示された。

## 書誌情報
- 白泉社〈ジェッツコミックス〉
  1. 1987年7月初版 ISBN 4-592-13401-X
  2. 1987年8月初版 ISBN 4-592-13402-8
  3. 1988年3月初版 ISBN 4-592-13403-6
  4. 1988年10月初版 ISBN 4-592-13404-4
  5. 1989年7月初版 ISBN 4-592-13405-2
  6. 1990年6月初版 ISBN 4-592-13406-0
  7. 1990年12月初版 ISBN 4-592-13407-9
- 白泉社〈白泉社文庫〉
  1. 1999年6月初版 ISBN 4-592-88257-1
  2. 1999年6月初版 ISBN 4-592-88258-X
  3. 1999年9月初版 ISBN 4-592-88259-8
  4. 1999年9月初版 ISBN 4-592-88260-1

  - 単行本7巻に掲載されている著者あとがきは、文庫版には再録されていない

## 舞台化

### 2001年10月　劇団Studio Life公演
2001年10月3日～14日 18公演　会場：シアターサンモール　
- 脚本・演出：倉田淳
- ウィリアム役：笠原浩夫
- D･D役：岩﨑大
- トマス役：及川健
- ジュニア役：山本芳樹
- ケビン役：深山洋貴
- ロージー役：舟見和利
- ハーブ役：奥田努
- ブライアン役：小野健太郎
- ジェニファー役：青木隆敏
- チャーリー役：青山治
- ヴィクター役：船戸慎士
- ボビー役：前田倫良
- 捜査員役：森川洋
- アイダ（ウィリアムの現妻）役：山崎康一
- マギー（ウィリアムの前妻）役：曽世海児
- ロジャー･アダムス役：高根研一
- スティン役：鶴田浩一
- ジニー役：姜暢雄
- ドナ役：石飛幸治
- ジェフ役：藤原啓児
- フォルナー役：倉本徹
- エレ（D･Dの母）役：野口光雄
- ピーター（D･Dの父）役：河内喜一朗